# Colastes pilosiventris
Colastes pilosiventris är en stekelart som beskrevs av Sergey A. Belokobylskij 1988. Colastes pilosiventris ingår i släktet Colastes och familjen bracksteklar. Inga underarter finns listade i Catalogue of Life.